# Главный вокзал Мюнхена
Главный вокзал Мюнхена (нем. München Hauptbahnhof) — железнодорожный вокзал дальнего и ближнего сообщения в центре Мюнхена. Крупнейший из трёх вокзалов города. Построен по принципу тупикового вокзала. Имеет 32 наземных и 2 подземных пути и является тем самым крупнейшим вокзалом Германии по количеству путей. Пассажиропоток составляет 350 000 пассажиров в день. Общая площадь вокзала составляет 760 000 м².

## История
Открыт 1 сентября 1839 года как железнодорожная станция на линии Мюнхен-Лоххаузен.
Сооружался по проекту архитектора Ф. Бюрклайна.

## Дальнее сообщение
Линии Intercity-Express связывают Главный вокзал Мюнхена с Гамбургом, Берлином, Кёльном, Парижем, а также с другими городами Германии и Европы. В Мюнхене берут своё начало многие линии ночных поездов.

## Региональное сообщение
Региональные поезда соединяют Главный вокзал Мюнхена со многими другими городами Баварии, а также с Прагой и Зальцбургом.

## Общественный транспорт
На Главном вокзале пересекаются две ветки мюнхенского метрополитена (линии U1,U2 и U4,U5), а также проходит основная ветка мюнхенской городской электрички (S1, S2, S3, S4, S6, S7, S8, S27). Остановка нескольких линий трамвая (16, 17, 18, 19, 20, 21, 22) и автобусов (58, 100).